# Yeseña Guamaní
Ludvia Yeseña Guamaní Vásquez (Cayambe, 13 de enero de 1987) es una comunicadora y política ecuatoriana. Fue asambleísta nacional por Pichincha, entre 2021 y 2023; fue segunda vicepresidenta de la institución entre 2021 y 2022.

## Biografía
Nació en la ciudad de Cayambe, provincia de Pichincha, su padre, Edwin Marcelo Guamaní, y su hermano, Reinado, eran políticos locales. Su tío era alcalde de su ciudad y su padre se convirtió en regidor del Cantón Cayambe. Su padre era miembro de la Izquierda Democrática y enseguida se enroló a las filas del  partido. 
Estudió en la Unidad Educativa Salesiana Domingo Savio de su ciudad natal. Estudió Comunicación Social en la Universidad Politécnica Salesiana.

### Trayectoria
Trabajó en la radio estatal y luego en la televisión estatal durante diez años. Se convirtió en presentadora de televisión y luego trabajó en el Ministerio de Educación y el Ministerio del Medio Ambiente de Ecuador. Guamaní es aficionada a los animales salvajes de su país.

## Vida política

### Asamblea Nacional
Fue elegida miembro de la Asamblea Nacional en febrero de 2021. En octubre, su colega de la Izquierda Democrática, Bella Jiménez, fue destituida después de que una investigación descubriera que había estado recibiendo dinero a cambio de influencia. Jiménez era vicepresidenta segundo y durante algún tiempo hubo un debate sobre si Guamaní sería su reemplazo.
Guamaní fue mocionado para ser la segunda vicepresidenta de la Asamblea Nacional. Ella es la vicepresidenta de su partido y tuvo que lidiar con disputas derivadas de un reciente cambio de liderazgo. En 2022 había cinco miembros del Partido Demócrata que no votaban con el partido. Los cinco integrantes eran Johanna Moreira, Alejandro Jaramillo, Rocío Guanoluisa, Javier Santos y Lucía Placencia. Esto había planteado dificultades con el importante Consejo de Administración Legislativa que ha tenido dificultades para obtener quórum. Alejandro Jaramillo y luego Johanna Moreira fueron expulsados del partido.
En junio de 2022 fue llamada a defender su cargo por incumplimiento de deberes. Jhajaira Urresta alegó que Guamaní había interferido en el funcionamiento del Consejo de la Administración Legislativa al presentar una moción para que se consultara a la Corte Constitucional antes de que se aprobara el proyecto de reforma tributaria de Viviana Veloz. Guamani señaló que era su trabajo presentar mociones. La audiencia fue establecida por los asambleístas Marlon Cadena, Wilma Andrade, Rodrigo Fajardo; Ricardo Vanegas, Ana Belén Cordero, Juan Fernando Flores, Blanca Sacancela, Eitel Zambrano y Vanessa Freire.
El 14 de julio de 2022, fue destituida del cargo de segunda vicepresidenta con 83 votos afirmativos, después de que unas respectivas investigaciones, concluyeran que había incurrido en tráfico de influencias.
Con la aplicación de la muerte cruzada decretada por el presidente Guillermo Lasso el 17 de mayo de 2023, la Asamblea Nacional se disolvió.
Guamaní junto al resto de asambleístas perdió su cargo.